# Nothobranchius rachovii
Nothobranchius rachovii là một loài cá Killi sống ở nước ngọt tại Mozambique và Nam Phi. It can grow up to 6 cm (2.4"). Đây là loài cá cảnh được người ta nuôi từ giai đoạn trứng.

## Các biến thể
Ngoài biến thể điển hình có màu xanh biển và màu cam, còn có biến thể Nothobranchius rachovii KNP Black có màu tối hơi và được tuyển chọn từ tự nhiên ở vườn quốc gia Kruger, Nam Phi năm 1984, và Nothobranchius rachovii var. Red, có đầu đỏ với các tương phản màu ngọc lam. Cá cái của các biến thể có màu trung tính hơn.